# Mittenothamnium rivulare
Mittenothamnium rivulare är en bladmossart som beskrevs av Steere 1948. Mittenothamnium rivulare ingår i släktet Mittenothamnium och familjen Hypnaceae. Inga underarter finns listade i Catalogue of Life.